# Arnaldo Otegi Mondragon
Arnaldo Otegi Mondragon (Elgoibar, 6 de juliol de 1958) és un polític basc, actual coordinador general de la coalició nacionalista Euskal Herria Bildu des del 17 de juny de 2017. Va ser parlamentari basc per Herri Batasuna i Euskal Herritarrok. En els seus primers anys va ser membre de l'organització independentista armada Euskadi Ta Askatasuna (ETA). Va ser un dels negociadors clau durant les infructuoses converses de pau de Loiola i Ginebra, el 2006.

## Biografia
A la dècada de 1990 va començar la seva carrera política i ràpidament va guanyar protagonisme dins del moviment independentista basc, convertint-se en el líder d'Herri Batasuna. Durant aquest període, va participar en els intents de trobar una solució política i negociada al conflicte basc que van establir les bases del Pacte de Lizarra i la treva d'ETA el 1998. Va dirigir el partit Batasuna, declarat il·legal el 2003 per la seva relació amb ETA, però va continuar les converses amb el socialista Jesús Egiguren per assolir un compromís que conduís a la pau.
Parlamentari basc per Herri Batasuna, Euskal Herritarrok i Batasuna. Els tres partits polítics foren declarats il·legals per la judicatura espanyola el 2003 per ser considerats sota la tutela d'Euskadi Ta Askatasuna (ETA). És també exmilitant de la desapareguda organització armada ETA politicomilitar, en què participà en el segrest de Luis Abaitúa i d'on s'integrà a ETA militar.
Al juny de 2007 va ser condemnat per «enaltiment del terrorisme», empresonat i posat en llibertat a l'agost de l'any següent. L'octubre del 2009 va ser detingut per intentar recompondre Batasuna en el Cas Bateragune, i se li va imposar una condemna de deu anys. El maig del 2012 el Tribunal Suprem d'Espanya va reduir la condemna a 6 anys i mig en considerar-lo membre, però no dirigent d'ETA.
Entre 2013, mentre era presoner a la presó de Logroño, fou nomenat secretari general de la nova formació Sortu i va sortir de presó l'1 de març del 2016, amb la sentència del Tribunal Europeu de Drets Humans contra Espanya per la vulneració per part de l'Audiència Nacional del dret de l'acusat a tenir un judici imparcial, pel qual havia passat sis anys a la presó. Va ser elegit candidat a Lehendakari per la coalició Euskal Herria Bildu (EH Bildu) per a les eleccions al Parlament Basc de 2016, però el comitè electoral va invalidar la seva candidatura per estar inhabilitat penalment. Otegi fou elegit coordinador general de la coalició EH Bildu amb el 84% dels vots el 17 de juny de 2017 al congrés de la refundació de la coalició d'Eusko Alkartasuna, Aralar, Sortu i la plataforma Alternatiba deixant la secretaria general de Sortu.
El 27 de novembre de 2023 Otegi va anunciar a la direcció del partit que no seria el candidat d'EH Bildu a les eleccions al Parlament Basc de 2024.  En el tercer congrés d'EH Bildu, el 8 de febrer de 2025 es va reelegir Otegi com a Secretari General.

## Cas Bateragune
El 14 d'octubre de 2009, Arnaldo Otegi fou detingut per ordre del jutge de l'Audiència Nacional d'Espanya Baltasar Garzón (i fou acusat d'intentar reconstruir Batasuna). Dos dies després, Garzón n'ordenà l'empresonament per haver intentat suposadament refundar Batasuna i reunir-se amb ETA. Aquest fet fou qualificat d'empresonament polític per part d'Amnistia Internacional i altres associacions. Sortí en llibertat sis anys i mig després, l'1 de març del 2016. El 6 de novembre de 2018 el Tribunal Europeu de Drets Humans va condemnar l'Estat Espanyol per no haver garantit un judici just en el cas Bateragune a Arnaldo Otegi i a quatre dirigents més de l'esquerra independentista basca, i finalment la sentència fou anul·lada pel Tribunal Suprem el 31 de juliol de 2020.